# Soul Disintegration
Soul Disintegration è un singolo del gruppo musicale statunitense Vimic (al tempo noti come Scar the Martyr), pubblicato il 27 agosto 2013 come secondo estratto dal primo album in studio Scar the Martyr.

## Video musicale
Il video è stato reso disponibile il 5 novembre 2013 attraverso il canale YouTube del gruppo; esso mostra scene degli Scar the Martyr intenti ad eseguire il brano nel mezzo di una foresta con altre in cui è possibile vedere un gruppo di ragazzi che si incamminano con mezzi vari a vedere il gruppo suonare.

## Tracce
Testi di Henry Derek, musiche di Joey Jordison.
Download digitale
1. Soul Disintegration – 5:51

CD promozionale (Regno Unito)
1. Soul Disintegration (Radio Edit) – 3:58
2. Soul Disintegration (Album Version) – 5:51

## Formazione
Gruppo
- Henry Derek – voce
- Jed Simon – chitarra solista
- Kris Norris – chitarra solista
- Joey Jordison – batteria, percussioni, chitarra ritmica, basso

Altri musicisti
- Chris Vrenna – tastiera, programmazione